# Venus (zoologia)
Venus è un genere di molluschi bivalvi della famiglia Veneridae.

## Specie
Tra le Venus sono contemplate le seguenti specie:
- Venus albina (G. B. Sowerby II, 1853)
- Venus casina (Linnaeus, 1758)
- Venus cassinaeformis (Yokoyama, 1926)
- Venus chevreuxi (Dautzenberg, 1891)
- Venus crebrisulca (Lamarck, 1818)
- Venus damasoi (Cossignani, 2015)
- Venus declivis (G. B. Sowerby II, 1853)
- Venus lyra (Hanley, 1845)
- Venus nux (Gmelin, 1791)
- Venus subrosalina (Tomlin, 1923)
- Venus thomassini (Fischer-Piette & Vukadinovic, 1977)
- Venus verdensis (Dautzenberg & H. Fischer, 1906)
- Venus verrucosa (Linnaeus, 1758)